# Gavialis bengawanicus
Gavialis bengawanicus és una espècie extinta de sauròpsid (rèptil) de la família dels gaviàlids que es troba relacionat amb l'actual gavial de l'Índia. Les seves restes fòssils s'han trobat a Tailàndia i Indonèsia. La localitat tipus de l'espècie se situa en Trinil.
La presència d'aquesta espècie a Tailàndia pot donar una explicació a la distribució geogràfica dels gaviales fòssils que sembla fragmentada, en cobrir Pakistan i l'illa de Java però no les àrees intermèdies. Els fòssils suggereixen que els gavials poden haver-se dispersat des d'Índia i Pakistan fins a Indonèsia a través de Tailàndia sense haver de recórrer a rutes marítimes.